# Protarchaeopteryx
Protarchaeopteryx (gr. "primeira pena, ou asa antiga") é um gênero de dinossauro terópodo ovirraptorossauriano do tamanho de um peru, que viveu no Cretáceo inferior (há aproximadamente 124 milhões de anos, no Barremiano), no que hoje é a China. Ah uma única espécie descrita para o gênero Protarchaeopteryx robusta.

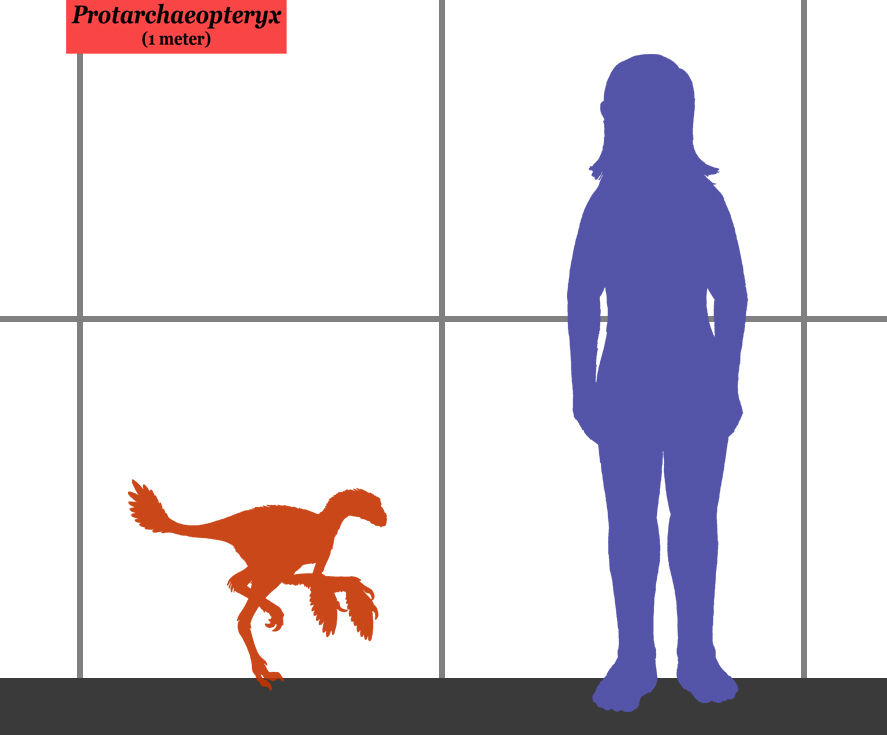
Comparação do tamanho do Protarchaeopteryx com o do humano